# 阿妮萨·拉赫马里
阿妮萨·拉赫马里（阿拉伯语：أنيسة لحماري；1997年2月17日—），女子职业足球运动员，司职中场，目前效力于莱万特体育联盟和摩洛哥国家女子足球队。她曾代表摩洛哥参加2022年非洲女子世界杯和2023年国际足联女子世界杯等多场国际赛事。